# Actes de Llàtzer
Actes de Llàtzer és una narració fantàstica catalana d'autor desconegut que va ser publicada el segle xv. Va ser impresa acompanyada de dos relats més, Gamaliel, la història d'un rabí fariseu, i La destrucció de Jerusalem.
Les Actes parlen de la vida d'ultratomba i la resurrecció de Llàtzer de Betània. S'hi descriuen a bastament les penes de l'Infern i es creu que el relat va servir de model per a la representació artística d'aquestes. Per exemple, parla de la roda com a mètode de tortura per als superbs, i de la caldera plena de metalls per als avariciosos.
Dins el mateix relat també hi apareix un col·loqui entre Jesús i la Mare de Déu i un recull de diverses històries religioses: la corona d'espines, el lladre impenitent, els Sants Innocents i una revelació a Joan Baptista.
Hi ha diverses impressions, la majoria sense peu d'impremta. Entre les que hi ha documentades podem trobar-ne una de l'any 1493 feta a Barcelona, una de l'any 1502 de l'impressor barceloní Joan Luschner, i una altra de 1510 de l'impressor barceloní Carles Amorós.